# Мирненская поселковая община (Донецкая область)
Мирненская поселковая территориальная община (укр. Мирненська селищна територіальна громада) — территориальная община в Волновахском районе Донецкой области Украины. Административный центр — посёлок городского типа Мирное.
Образована 17 июля 2020 года. Площадь общины — 415,6 км², население — 12 004 человек (2015)

## Населённые пункты
В состав общины входят:
- 2 посёлка городского типа: Мирное и Андреевка;
- 9 сёл: Гранитное, Запорожское, Каменка, Новогригоровка, Новосёловка, Новосёловка Вторая, Старогнатовка, Старомарьевка, Степановка;
- 4 посёлка: Бахчевик, Дружное, Маловодное, Обильное.

## История
Указом президента Украины Владимира Зеленского 19 февраля 2021 года временно была создана Мирненская военно-гражданская администрация.
В январе 2021 года община попала в список ЦИК Украины, где проведение местных выборов невозможно по соображениям безопасности.

## Образование
На территории общины находится: 6 школ и 9 детских садов.

## Руководители
- Владимир Юрьевич Весёлкин (с 2021 года)[4]